# Измаил (крепость)

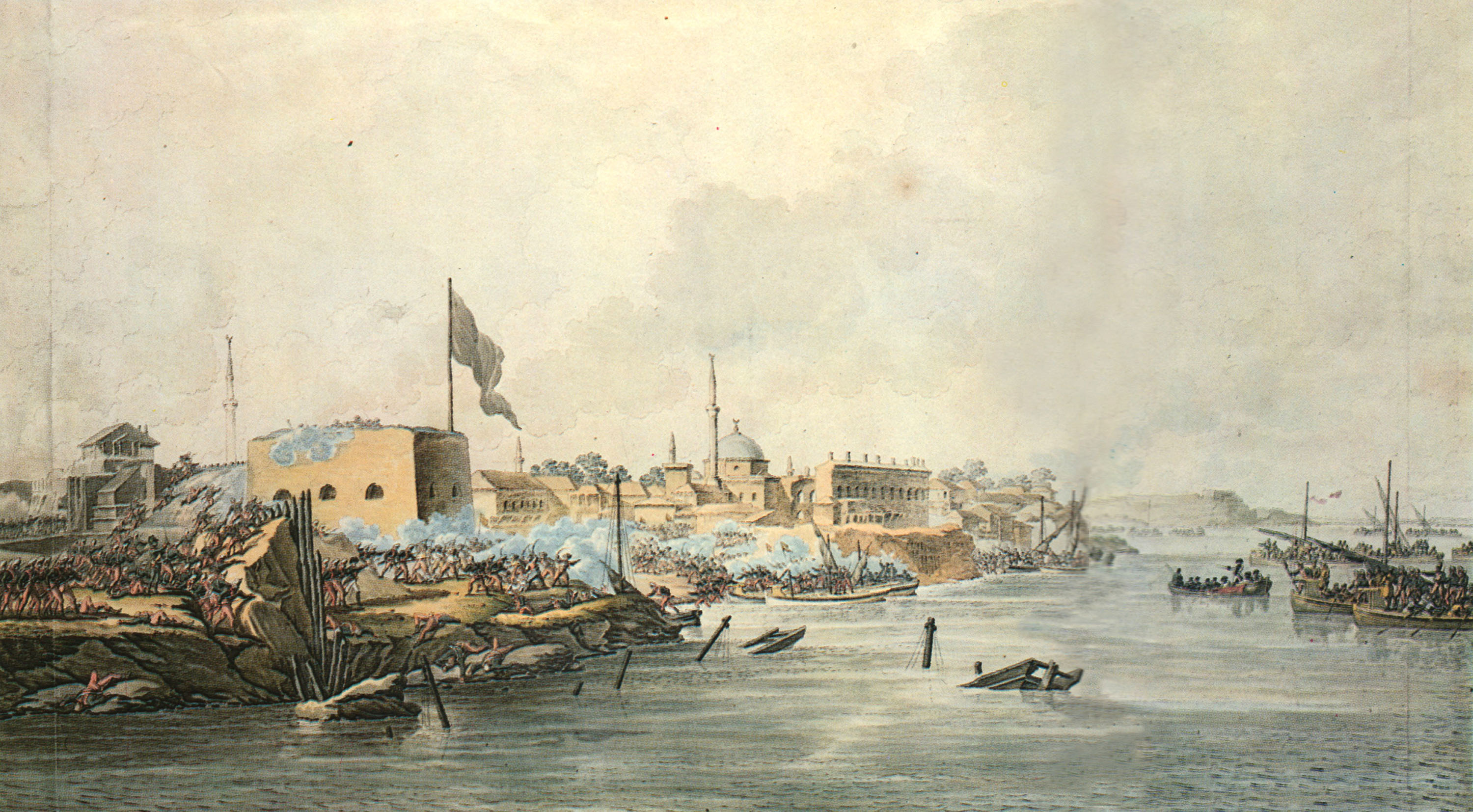
Картина «Взятие Измаила»

 Крепость Измаил  (рус. Крепость Измаил, тур. İsmail Kalesi) — крепость, которая существовала в XVI—XIX веках на берегу Дуная на территории современного города Измаил.

## История

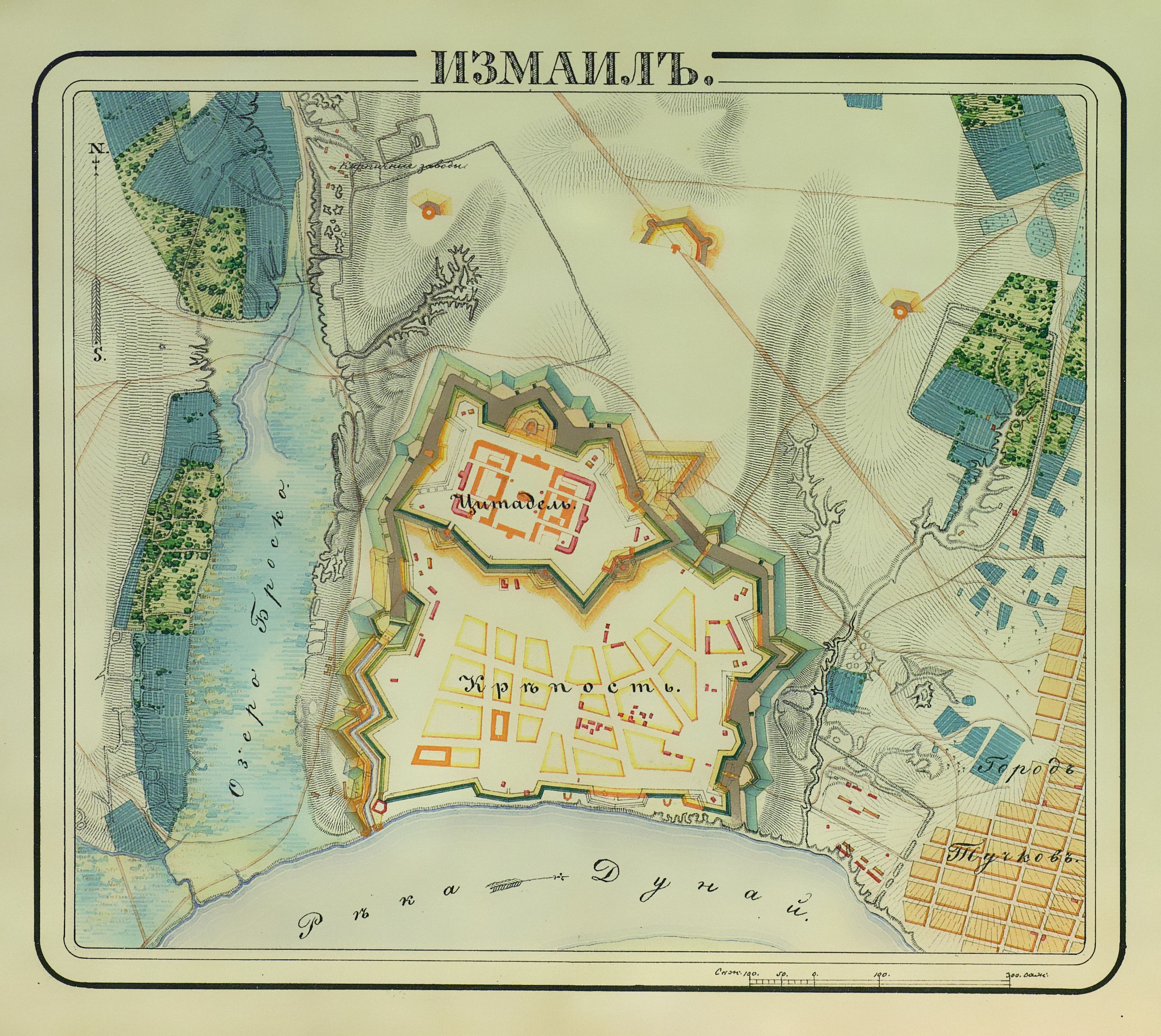

Важный стратегический объект в период русско-турецких войн. Измаил как крепость упоминается в переписи от июля 1592 года. По этой переписи Измаил — небольшая укреплённая крепость, имела военный гарнизон, 36 охранников и 53 конных всадника. За пределами крепости — 10 христианских районов. Известно, что данная крепость была выстроена Мехмедом Агой, однако долго она не просуществовала. К 1636—1637 гг. относится строительство оборонительного вала  с северной стороны города. Строительство крепости Измаил было начато в 1781 г. и продолжалось до 1790 г. Эта крепость, которую штурмовал А. В. Суворов в 1790 году, была земляной бастионного типа, имела земляной вал и ров, в юго-западном углу — каменный редут Табия.
В 1796—1797 гг. было начато строительство новой крепости, более усовершенствованной.
Проведенным в период с 1822 по 1828 год статистическим описанием вошедших в Российскую Империю земель Бессарабии по Бухарестскому мирному договору, крепость описана следующим образом:
|  | Крепость Измаил лежит на левом берегу Дуная; нынешняя окружность оной простирается более 2500 сажень; имеет 14 бастионов из коих один только со стороны Дуная покрыт каменной одеждою, прочие же все земляные, две батареи на берегу Дуная для горизонтального действия, с поля обнесена гласисом, четверо стен с каменными тюрьмами: из них называются один от севера — Хотинские, другие — Бендерские, третие от Востока — Килийские и четвёртые, к Дунаю, — Стамбульские; десять деревянных сортий в ров, три подъёмных моста, пять барьерных вороть в открытом пути и десять пласдармов. Внутри крепости здания суть следующия казенныя: каменный арсенал, 2 цехгауза, гаубвахта, 4 кордегардии, 3 флигеля солдатских казарм, 2 флигеля военных гаубшпиталей морской лазарет, 13 пороховых погребов, каменная турецкая баня, занимая артиллерийскими припасами, 40 домов ветхих, оставшихся после турков, в них помещаются военные чины, монастырей греческих 2, а один деревянный Успения Божией Матери, а другой св. Николая, церквей 2 — одна соборная во имя Воздвижения Честнаго Креста, переделанная из каменной турецкой мечети, другая деревянная армянская во имя св. Георгия; частных строений: домов каменных 5, деревянных 40, плентевых 20, лавок 59, мельниц земляных 6, погребов 12, питейных домов 9, трактиров 3, баня 1, кузница 1. |

Согласно условиям Парижского мирного договора 1856 года крепость Измаил была разоружена, а стены подорваны. В конце XIX века вследствие развития дальнобойной артиллерии бывшая крепость окончательно потеряла своё оборонительное значение.
Ныне территория бывшей крепости Измаил в большей своей части подконтрольна Измаильскому мемориальному парку-музею «Крепость», задачей которого является сохранение и возрождение крепости Измаил как объекта культурного наследия Украины. По проспекту Суворова (дом 51) расположен музей истории крепости Измаил и парк миниатюр.